# Svetovno prvenstvo v slalomu na divjih vodah 1991
Svetovno prvenstvo v slalomu na divjih vodah 1991 je dvaindvajseto tekmovanje za svetovno prvenstvo v kajaku in kanuju na divjih vodah v organizaciji Mednarodne kajakaške zveze. Tekmovanje je potekalo med 19. in 23. junijem na Tacenskem kajakaškem poligonu, ki je bil tekmovanje gostil že leta 1955. Potekalo je skupno v osmih disciplinah.

## Dobitniki medalj

### Moški

#### Kanu
| Disciplina | Zlato | Zlato  | Srebro                                                                                              | Srebro | Bron | Bron   |
| C1         | Martin Lang (GER)                                                                                                  | 160,19 | Adam Clawson (USA)                                                                                  | 164,26 | Jacky Avril (FRA)                                                                                             | 166,27 |
| C1 ekipno  | ZDA · Adam Clawson · Jon Lugbill · Jed Prentice                                                                    | 198,23 | Francija · Jacky Avril · Hervé Delamarre · Emmanuel Brugvin                                         | 203,57 | Združeno kraljestvo Mark Delaney Bill Horsman Gareth Marriott                                                 | 219,34 |
| C2         | Francija · Frank Adisson · Wilfrid Forgues                                                                         | 174,79 | Češkoslovaška Jiří Rohan Miroslav Šimek                                                             | 175,30 | Francija · Emmanuel del Rey · Thierry Saidi                                                                   | 177,17 |
| C2 ekipno  | Francija · Frank Adisson in Wilfrid Forgues · Thierry Saidi in Emmanuel del Rey · Gilles Lelievre in Jérôme Daille | 211,15 | Češkoslovaška Jiří Rohan in Miroslav Šimek Petr Štercl in Pavel Štercl Viktor Beneš in Milan Kučera | 224,01 | Nemčija · Michael Trummer in Manfred Berro · Stephan Bittner in Volker Nerlich · Frank Hemmer in Thomas Loose | 238,54 |

#### Kajak
| Disciplina | Zlato                                                              | Zlato  | Srebro                                                      | Srebro | Bron                                                 | Bron   |
| K1         | Shaun Pearce (GBR)                                                 | 143,65 | Marjan Štrukelj (YUG)                                       | 146,40 | Martin Hemmer (GER)                                  | 147,51 |
| K1 ekipno  | Francija · Manuel Brissaud · Gilles Clouzeau · Jean-Michel Regnier | 175,36 | Nemčija · Thomas Becker · Michael Glöckle · Michael Seibert | 181,23 | Češkoslovaška Luboš Hilgert Peter Nagy Pavel Přindiš | 183,21 |

### Ženske

#### Kajak
| Disciplina | Zlato                                                         | Zlato  | Srebro                                                                 | Srebro | Bron                                                      | Bron   |
| K1         | Elisabeth Micheler (GER)                                      | 181,08 | Dana Chladek (USA)                                                     | 184,00 | Kordula Striepecke (GER)                                  | 185,66 |
| K1 ekipno  | Francija · Myriam Jerusalmi · Anouk Loubie · Marianne Agulhon | 215,56 | Češkoslovaška Zdenka Grossmannová Štěpánka Hilgertová Marcela Sadilová | 251,60 | ZDA · Kirsten Brown-Fleshman · Dana Chladek · Kara Ruppel | 272,12 |

## Medalje po državah
*   Država gostiteljica ( Jugoslavija)
| Poz.      | Država                    | Zlato | Srebro | Bron | Skupaj |
| --------- | ------------------------- | ----- | ------ | ---- | ------ |
| 1         | Francija (FRA)            | 4     | 1      | 2    | 7      |
| 2         | Nemčija (GER)             | 2     | 1      | 3    | 6      |
| 3         | ZDA (USA)                 | 1     | 2      | 1    | 4      |
| 4         | Združeno kraljestvo (GBR) | 1     | 0      | 1    | 2      |
| 5         | Češkoslovaška (TCH)       | 0     | 3      | 1    | 4      |
| 6         | Jugoslavija (YUG)*        | 0     | 1      | 0    | 1      |
| Skupaj: 6 | Skupaj: 6                 | 8     | 8      | 8    | 24     |